# 石碑山
石碑山是越南南部的一座山，位於今日多乐省境內，距離奇關不遠。
石碑山為富安省的最高山峰。1471年，黎聖宗滅占城之後，越軍一路南下，直至這座山停下了腳步。黎聖宗在這座山設立石碑，宣示此處為大越國境的最南端。石碑山因此而得名。